# Dragan Mrđa
Dragan Mrđa (sinh ngày 23 tháng 1 năm 1984) là một cầu thủ bóng đá người Serbia.

## Đội tuyển bóng đá quốc gia Serbia
Dragan Mrđa thi đấu cho đội tuyển bóng đá quốc gia Serbia từ năm 2008 đến 2014.

## Thống kê sự nghiệp
| Đội tuyển bóng đá Serbia | Đội tuyển bóng đá Serbia | Đội tuyển bóng đá Serbia |
| Năm                      | Trận                     | Bàn                      |
| ------------------------ | ------------------------ | ------------------------ |
| 2008                     | 2                        | 0                        |
| 2009                     | 0                        | 0                        |
| 2010                     | 7                        | 2                        |
| 2011                     | 3                        | 0                        |
| 2012                     | 0                        | 0                        |
| 2013                     | 0                        | 0                        |
| 2014                     | 2                        | 0                        |
| Tổng cộng                | 14                       | 2                        |

### Bàn thắng quốc tế
| #  | Ngày               | Địa điểm                            | Đối thủ  | Bàn thắng | Kết quả | Giải đấu |
| -- | ------------------ | ----------------------------------- | -------- | --------- | ------- | -------- |
| 1. | 7 tháng 4 năm 2010 | Sân vận động Nagai, Ōsaka, Nhật Bản | Nhật Bản | 0–1       | 0–3     | Giao hữu |
| 2. | 7 tháng 4 năm 2010 | Sân vận động Nagai, Ōsaka, Nhật Bản | Nhật Bản | 0–3       | 0–3     | Giao hữu |